# Gesztenyebarna rigó
A gesztenyebarna rigó (Turdus rubrocanus) a madarak osztályának verébalakúak (Passeriformes) rendjébe és a rigófélék (Turdidae) rendjébe tartozó faj.

## Rendszerezése
A fajt John Edward Gray és George Robert Gray írták le 1847-ben.

## Alfajai
- Turdus rubrocanus rubrocanus (J. E. Gray & G. R. Gray, 1847) - kelet-Afganisztántól a Himalája vonulatán (Pakisztán, India, Nepál, Bhután és Mianmar északi része) egészen Tibet déli részéig.
- Turdus rubrocanus gouldii (J. Verreaux, 1870) - kelet-Tibet és közép- és délnyugat-Kína [2]

## Előfordulása
Ázsiában, Afganisztán, Bhután, Kína, India, Laosz, Mianmar, Nepál, Pakisztán, Thaiföld és Vietnám területén honos. 
Természetes élőhelyei a szubtrópusi és trópusi esőerdők és mérsékelt övi erdők. Magassági vonuló.

## Megjelenése
Testhossza 28 centiméter, testtömege 84–100 gramm.
|  |

## Életmódja
Rovarokkal, csigákkal és magvakkal táplálkozik.

## Természetvédelmi helyzete
Az elterjedési területe rendkívül nagy, egyedszáma viszont ismeretlen. A Természetvédelmi Világszövetség Vörös listáján nem fenyegetett fajként szerepel.